# زنان در بنین
زنان در بنین از زمان بازگشت دموکراسی و تصویب قانون اساسی و همچنین تصویب «کد شخصی و خانوادگی» در سال ۲۰۰۴، حقوق بیشتری به دست آورده‌اند. این قوانین بسیاری از سنت‌های قدیمی را که به‌صورت نظام‌مند با زنان نابرابرانه رفتار می‌کردند، از میان برداشتند. با این حال، نابرابری جنسیتی و تبعیض جنسیتی همچنان پابرجا هستند. «دختران از سن پنج‌سالگی به‌طور فعال در کارهای خانه، مراقبت از خواهر و برادرها، و کشاورزی مشغول می‌شوند.» نقش زنان در جامعه بیشتر به عنوان خدمتکار، پرستار یا خانه‌دار تصور می‌شود، اما پتانسیل آنان بسیار فراتر از این نقش‌ها است.
قوانین کنونی اغلب بر مبنای نقش زنان به عنوان خانه‌دار تعیین شده‌اند و فرصت‌های شغلی و اجتماعی آنان در مقایسه با مردان محدودتر است. این رویکرد که بر اساس جنسیت تدوین شده، نیازمند تغییرات اساسی است تا جامعه به برابری جنسیتی دست یابد و جایگاه زنان به‌عنوان نیروهای مؤثر در همه حوزه‌ها به رسمیت شناخته شود.

## مسائل حقوق بشر
ختنه زنان به‌عنوان «بدترین نقض اساسی حقوق بشر در بنین» توصیف شده است. حدود ۱۳ درصد از زنان و دختران تحت این عمل قرار گرفته‌اند (بیش از ۷۰ درصد در برخی مناطق و قبایل)، اما قانون منع این عمل به‌ندرت اجرا می‌شود. روسپی‌گری، به‌ویژه روسپی‌گری کودکان، نیز شایع است و مشتریان آن اغلب گردشگران جنسی هستند. آزار و اذیت جنسی نیز رایج است و بسیاری از دانش‌آموزان دختر توسط معلمان خود مورد سوءاستفاده قرار می‌گیرند. «این قانون مقدس سلطه جنس قوی بر جنس ضعیف است.» جامعه به دنبال حفظ نقش‌های سنتی جنسیتی است و مردان در روابط خود غالب هستند. از آنجا که جامعه می‌خواهد سلسله‌مراتب اجتماعی را که مردان را در رأس و زنان را در پایین نگه می‌دارد بدون تغییر حفظ کند، این وضعیت ادامه دارد. این تبعیض‌ها باعث کاهش اعتماد به نفس زنان شده و آن‌ها را به چیزی جز جنس ضعیف در سلسله‌مراتب تبدیل نمی‌کند، در حالی که مردان جایگاه برتری دارند.
زنان و دختران بنینی برای یافتن فرصت‌هایی برای فردیت و خارج شدن از موقعیتی که آن‌ها را به‌عنوان انسان‌هایی ناموجود در نظر می‌گیرد، در تلاش هستند. یکی از معایب زن بودن در بنین، کمبود فردیت است، چراکه بودن به‌عنوان خودشان برخلاف سنت‌های فرهنگی جامعه‌شان در مورد نقش‌های جنسیتی است که تعیین می‌کند زنان باید چگونه در جامعه رفتار کنند.
اگرچه این امر یک جرم کیفری است که تا دو سال زندان برای آن تعیین شده، اجرای آن بسیار ضعیف است. رسوم محلی که برای زنان نامطلوب بودند، دیگر در بنین قدرت قانونی ندارند، جایی که زنان تحت قانون اساسی، از حقوق برابر برخوردارند، از جمله در موارد مربوط به ازدواج و ارث. با این حال، زنان همچنان با تبعیض‌های اجتماعی و شغلی زیادی روبه‌رو هستند که ناشی از نگرش‌های سنتی در مورد نقش‌های جنسیتی است. زنان در دستیابی به اعتبار مالی با مشکلات بسیاری مواجه هستند و در صورت بیوه شدن، حق مدیریت اموال خود را ندارند. زنان در مناطق روستایی نقش‌های فرعی ایفا می‌کنند و کارهای سنگین بسیاری انجام می‌دهند.
این زنان با چالش‌هایی نظیر بی‌توجهی و توهین از سوی کشورشان مواجه بوده‌اند، بر اساس قوانینی که توسط مردان ایجاد شده‌اند. هنوز هم مردانی هستند که به اظهارنظرهای منفی دربارهٔ زنان ادامه می‌دهند. «مردان، از سوی دیگر، می‌دانند که از مزایای بسیاری برخوردارند که آن‌ها را کاملاً طبیعی می‌دانند.»
زنانی که با تبعیض یا سوءاستفاده مواجه شده‌اند و افکار خود را در سکوت نگاه داشته‌اند، منتظر تغییری هستند که نشان دهد زنان می‌توانند چیزی فراتر از یک جنس ضعیف باشند و فرصتی برای ایجاد تغییر برای خود و نسل‌های آینده جهت توانمندسازی زنان فراهم شود. زنان می‌توانند از سازمان‌هایی مانند «زنان در قانون و توسعه بنین»، انجمن حقوق‌دانان زن بنین (AFJB) و ابتکار عدالت و توانمندسازی زنان از طریق پروژه توانمندسازی کِر اینترنشنال کمک بگیرند.
یک گزارش آمریکایی در سال ۲۰۱۲، از بنین به خاطر ایجاد «شورای ملی ترویج برابری و عدالت جنسیتی» تقدیر کرد.

## تجربه تبعیض و سوءاستفاده
زنانی که تبعیض یا سوءاستفاده را تجربه کرده‌اند، افکار خود را در سکوت نگه می‌دارند تا زمانی که کسی شروع به ایجاد تغییر کند. سپس، آن‌ها می‌بینند که زنان می‌توانند فراتر از یک جنس ضعیف باشند و به فرصتی برای ایجاد تغییر برای خودشان و نسل آینده در جهت توانمندسازی زنان تبدیل شوند. زنان می‌توانند از سازمان‌هایی مانند «زنان در قانون و توسعه بنین»، «انجمن حقوق‌دانان زن بنین» (AFJB)، و ابتکار عدالت و توانمندسازی زنان از طریق پروژه توانمندسازی کِر اینترنشنال کمک بگیرند.
یک گزارش آمریکایی در سال ۲۰۱۲ از بنین به خاطر ایجاد «شورای ملی ترویج برابری و عدالت جنسیتی» تقدیر کرده است.